# Antiga Igreja Matriz de Rosário Oeste
A Antiga Igreja Matriz de Rosário Oeste foi um templo católico situado em Rosário Oeste. Foi igreja matriz da cidade de 1826 a 1958, quando foi demolida.
A construção remontava a 1826 (em substituição à mais antiga, feita por Inácio Manoel Tourinho e sua mulher, Maria Francisca Tourinho). Outras partes foram construídas em 1870 e 1880. Construída com barro e terra socada e trabalho escravo, o interior da igreja era simples, somente os altares laterais eram esculpidos, lembrando o estilo colonial. Havia também um altar dedicado a São Benedito e outro a Santo Antônio. A torre só foi construída em 1912.